# Verner Thomé

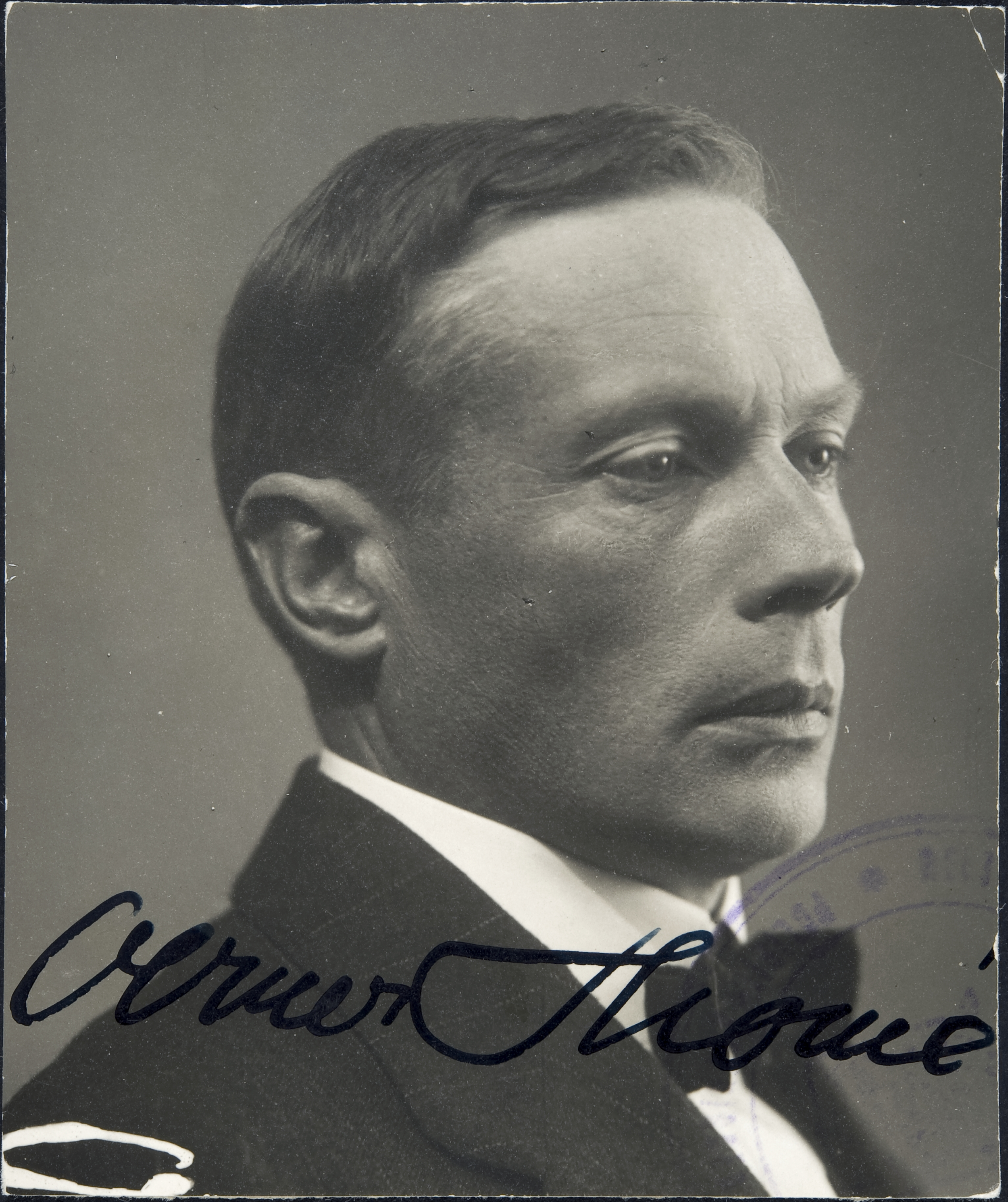
Verner Thomé.

Verner Thomé, född 4 juli 1878 i Alajärvi, död 1 juni 1953 i Helsingfors, var en finländsk målare. 

## Biografi
Verner Thomé studerade i Helsingfors, i München 1900–02 och i Paris. Han var en av de främsta finländska representanterna för moderna strävanden i måleriet. Nationalgalleriet Ateneum i Helsingfors äger två för hans olika stadier representativa behandlingar av ämnet Lekande gossar på stranden efter badet, den tidigare med de nakna kropparna noggrant och skickligt tecknade, ljuset blekt och neutralt, den senare i skimrande, färgrikt solljus, måleriskt dekorativt hållen. Museet har också den likaledes typiska målningen I Borélys park (Marseille) i flödande och bländande sol. De båda sistnämnda utställdes, jämte Vår i Parc Monceau, flera solstudier i akvarell samt koloristiskt utsökta damporträtt, på Baltiska utställningen i Malmö 1914 och i Stockholm 1916.

## Bildgalleri

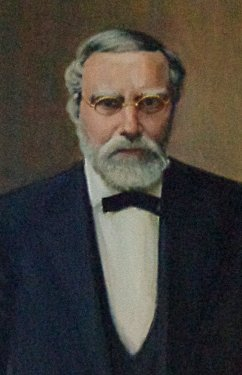
Porträtt av Frans Josef von Becker
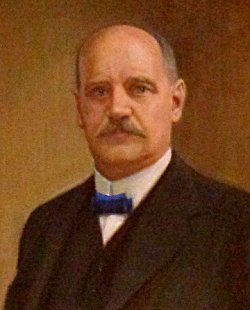
Porträtt av Karl Wahlfors